# Palček (pravljica)
Palček je pravljica, ki  sta jo napisala brata Grimm (Jakob Ludwig Grimm in Wilhelm Karl Grimm). 

## Vsebina
Nekoč je živel siromašen kmet, ki je od jutra do večera delal na polju, njegova žena pa je doma kuhala. Nekega večera, ko sta tako kot običajno sedela za mizo, je kmet rekel,da mu je hudo ker nimata otrok ki bi ju razveseljevali. Žena je bila istega mnenja in rekla da bi bila presrečna, če bi imela vsaj enega otroki četudi ne bi bil večji od palca.
Ženska je čez čas rodila zdravega fantka. Bil je majhen, majcen, ne večji od palca na roki. Želja se jima je uresničila. Poimenovala sta ga Palček. Čez čas sta opazila, da je deček zelo bojevit, hiter, okreten in bister. To jima je bilo všeč. Kar koli si je zamislil, mu je šlo dobro od rok.
Nekega dne je odšel kmet v gozd nasekat drva. Želel je, da bi nekdo kasneje prišel z vozom za njim v gozd. Tako je mama zapregla konja, položila Palčka v konjevo uho in ju pospremila del poti do gozda. Konj vlekel voz, malček v ušesu pa mu je govoril, kod in kam. Konj je ubogal, kot bi ga vodil izkušen kočijaž. Že blizu gozda sta se pred njim znašla dva tujca. Začudila sta se, ko sta videla konja, ki je pravilno vlekel voz brez vsakega kočijaža. Še bolj pa sta se začudila, ko sta zaslišala, da mu nekdo, ki ga nista videla, veleva, naj zavije. Tako sta se odločila, da pojdeta za vozom in tako bosta videla kaj se bo zgodilo. Konj je nadaljeval svojo pot v gozd in se zaustavil tam, kjer je bil oče. Palček mu je povedal, da je prišel. Kmet je Palčka položil na travnato bilko. Ko sta tujca zagledala Palčka, jima je vzelo sapo. Reklasta si, da bi jima tale malček lahko prinesel bogastvo in srečo, ko bi hodila od mesta do mesta in ga za denar kazala ljudem. Tako sta se odločila da ga kupita. Kmet je prepričljivo zavrnil njuno ponudbo. Palček je poslušal pogovor in očetu šepnil v uho naj ga kar proda, saj se bo vrnil in naj ga ne skrbi. Oče je vedel, da je njegov sine bister in iznajdljiv. Zato ga je poslušal in ga tujcema prodal za velike denarje. Oče in mali sta se objela in poslovila.
Eden od tujcev je Palčka položil na krajce svojega klobuka. Tako so hodili od do mraka. Palček je dejal naj ga položi na tla, saj mora odtočiti. Možakar je počasi snel klobuk in fantička odložil na njivi ob poti. Takrat pa jo je Palček ucvrl med grudami sem in tja in končno švignil v mišjo luknjo. Možakarja ga nista več našla. Zelo jezna in s praznima mošnjičkoma sta odšla.  Ker se je bal, dabi si v temi polomil noge, je zlezel v polževo hiško, ki je ležala v bližini, in hotel v njej prebiti noč.
Ni še dobro zatisnil oči, ko je zaslišal dva nepridiprava, ki sta šla mimo. pogovarjala sta se kako bi prišla do župnikovega srebra in zlata. Palček se je odločil da jima pomaga. Lopova sta bila takoj za to. Šli so do hiše in Palček je zlezel skozi okno. Iz sobe je glasno zakričal: »Ali hočeta vse, kar je tukaj?« Lopova sta divje zasikala od zunaj naj se ne dere, ker bo koga zbudil. Hrup je prebudil kuharico v sosednji sobi. Ko je oprezala okrog hiše, sta jo lopova že na vso moč ucvrla v noč. Palček je medtem neopazno zlezel v hlev in na svisli, kjer se je zaril v kup sena in zaspal. Ko se je začelo svitati, je prišla dekla, da bi nakrmila živino. Zgrabila je prav tisti otep sena, v katerem je spal Palček. Prebudil se je v trenutku, ko je velik kravji gobec hlastnil po njem. Zdrsnil je v kravji vamp. Tu je bilo mračno in zadušljivo in od zgoraj so nanj padali novi in novi kosmi sena, zato je zavpil naj že nehajo krmiti kravo. Dekla se je na smrt prestrašila in zbežala do župnika. Povedala mu je, da krava govori. Župnik se je prestrašil, da je kravo obsedel hudič. Velel jo je zaklati in želodec, iz katerega se je oglašal Palček, vreči na gnoj.
Ampak ... Nesreča ne počiva. Prav takrat se je mimo priklatil sestradan volk in pogoltnil kravji želodec s Palčkom vred. Palček je volka speljal do njegovega doma, češ da se bo tam lahko dobro najedel. Volk se je tako nažrl, da ni mogel več ven po poti, po kateri je prišel noter. Prav to pa je Palček hotel. Začel je kričati in razgrajati v volkovem trebuhu. V hiši sta se oče in mama seveda prebudila. Spustila sta se v klet in skozi ključavnico opazovala, kaj se godi. Oče je zgrabil sekiro in mama koso. Palček je na ves glas znova zakričal: »Pazi, očka, jaz sem v volkovem želodcu!«
Kmet in njegova žena sta bila presrečna, ker sta spet našla svojega ljubega sinčka. Kmet je planil v klet in z enim udarcem volku razbil glavo. Potem sta srečna starša izvlekla Palčka na svetlo živega in zdravega. BIl je zelo srečen, ker je spet lahko dihal svež zrak! Ko je malček povedal, kaj vse se mu je zgodilo, sta se starša zaklela, da ga nikoli več ne bosta prodala, pa čeprav bi jima zanj ponujali ves denar tega sveta. Potem sta mu sešila novo obleko, saj so se mu stara oblačila zaradi vseh dogodivščin hudo obrabila.

## Analiza pravljice
Pripovedovalec: Je tretjeosebni ali vseved. Pravljico pripoveduje eden od pisateljev.
Književni čas: Ni točno določen.
Književni prostor: Na vasi, v gozdu.
Književne osebe:
- Glavna:
  - Palček

- Stranske:
  - oče
  - mati
  - dva tujca
  - lopova
  - župnik
  - kuharica
  - dekla
  - konj
  - krava
  - volk

Pomembni dogodki:
- rojstvo Palčka
- oče proda sina
- sin/Palček se vrne domou

Slog:
- Pomanjševalnice: Palček, fantek, sinček, deček, očka, sinko, malček, pajacek, fantiček, mošnjiček, hiška, škratek
- Okrasni pridevki: siromašen kmet, travna bilka, veliki denarji, zamazan klobuk, mišja luknja, prazna mošnjička, polževa hiška, mokro ujetništvo, sestradan volk, kletno okno, navihani smrkavec, svež zrak, nova obleka, stara oblačila

Motivi: želja po otroku, rojstvo majhnega otroka-palčka, oče proda sina, sin pobegne, Palčka poje krava nato še volk, sinova vrnitev domou
Tema: Pravljica govori o pogumu majhnega Palčka, ko sam hodi po svetu brez svojih staršev, ki bi ga varovali, in nazadnje tudi sam z ukano pride domov.
Sporočilo: Tudi če si majhen, manjši od drugih, si lahko bistrejši, iznajdlivejši, hitrejši, bojevitejši...tudi od tistih, ki so večji od tebe.
Konec: Konec je srečen, Palček se vrne živ in zdrav, mati in oče pa si obljubita da ne bosta sina nikoli več prodala, pa čeprav bi jima zanj ponujali ves denar tega sveta.

## Liki
Palček je glavni lik pravljice. Rodi se, ker si kmet in njegova žena strašno želita otroka, pa čeprav ta ni večji od palca na roki. Torej je Palček zelo majhen, manjši od palca na roki. Vendar je kljub temu zelo bister (očeta prepriča da ga proda (tako oče zasluži veliko denarja) in obljubi, da se vrne domov, kar tudi izpolni), hiter (v mišjo luknjo se skrije da pobegne tujcema, ki hočeta z njim zaslužiti), okreten (spretno se izmuzne kravjim zobem, ko ga le ta požre), iznajdliv (z ukano spelje volka do svojega doma in se tako vrne živ in zdrav domov). Je tudi zelo sposoben, saj vodi konja sede v njegovem ušesu kot pravi kočijaž. Nikoli ga ni strah, pa če je še tako strašno, se ne boji, ne obupa, in vedno mu uspe česarkoli se loti. Čeprav hodi sam po svetu ni nikoli zaslediti, da bi pogrešal svoje starše.

## Analiza obravnavane pripovedke po Brunu Bettelheimu
- Junaki nimajo imen:

O junakih pripovedke se govori kot o kmetu, ženi, neznancu, pastorki, mačehi, mačehini hčeri, vili. Če se vseeno pojavljajo imena je dokaj jasno, da ne gre za lastna imena, ampak za obča ali opisna imena (Palček). Celo, če junak dobi ime, kot v pravljici Janko in Metka, so ta imena tako vsakdanja, da prehajajo v splošne pojme, ki pomenijo katerega koli dečka ali deklico. To še poudarja dejstvo, da v pravljicah nima imena nihče drug; starši glavnih junakov ostajajo v pravljicah brezimeni. O njih se govori kot o očetu, materi, mačehi. Vile, čarovnice, velikani in botre so ravno tako brez imen, kar olajšuje projekcijo in identifikacijo.
- Srečni konec:

Pravljica ničesar ne terja, ampak opogumlja, budi upanje v prihodnost in obljublja srečen konec.

## Tematsko podobne pravljice
- Sinček palček
- Palček v čredi

## Izdaje
- (izbrala in uredila) Snežana kićović-Pejaković; prevod Slavko Pregelj: NAJLEPŠE klasične pravljice, Ljubljana: Karantanija, 2003
- Palček Tom, Beograd: Nolit, 1969 ; distribucija za Slovenijo: Cankarjeva založba v Ljubljani
- (zapisal) Matija Valjavec ; (zbral) Ilija Popit: Kračmanove pravljice, Radovljica: Didakta, 2002